# 라벤더속
라벤더(영어: Lavender)는 지중해 원산의 꿀풀과 라벤더속의 상록 관목이다. 봄에 보라색이나 흰색 또는 분홍색의 꽃을 핀다. 요리에 주로 쓰이는 라벤더는 잉글리쉬 라벤더이다. 레몬이나 시트러스의 달콤한 향이 나는 것이 특징이다. 색으로서 라벤더색이라 할 때는 귀(貴)의 색상인 연보라색을 의미한다.

## 종류
- 잉글리시 라벤더(L. angustifolia)와 프렌치 라벤더(L. stoechas)가 있다.

## 향기
- 라벤더의 향은 플로랄의 혼합형 향으로 부드러우면서도 우아한 향 드는 것이 특징이다.

## 효능
- 라벤더에는 진통, 정신 안정, 방충, 살균 등의 효과가 있다고 알려져 있다. 속명의 Lavandula는 "씻다"라는 뜻의 라틴어에서 유래하는데, 이것은 로마 사람들이 목욕이나 세탁시에 라벤더를 물에 넣는 것을 좋아했기 때문이다. 라벤더는 빈혈이나 불면증, 두통 그리고 신경통 등 주로 신경을 안정시키는 데 효능이 있어 스트레스 해소에 도움이 되며 목욕할 때의 향수로 로마시대부터 사용되었다. 고대 유럽은 강한 향기를 처음 발견하여 이것을 갈거나 즙으로 만들어 향수로 사용했다고 한다. 꽃말은 "침묵"으로, 흥분을 가라 앉히는 진정제 효과가 있는데서 이러한 꽃말이 생겼다.

## 색상
- 한국어 위키백과에서 Lavender색은 가장 클래식한 색상으로 대통령, 총리, 공직자, 영부인, 정치인 신상정보(귀인정보)의 프로필 색상으로 통일되어 쓰인다. 웹 색상에서 라벤더색(lavender)의 코드는 Lavender이다.